# 嘉里建設
嘉里建設有限公司（港交所：0683），成立於1978年，由郭鶴年家族控制，現在香港交易所上市。
嘉里建設專注於豪宅市場，亦投資、經營及擁有物流及貨倉業務、進行與基建有關之投資、及擁有及經營酒店業務、包括香格里拉大酒店。集團已發展成香港最龐大的貨倉業主及營運商，亦正致力擴展旗下的物流業務。
公司在百慕達註冊，主席為黃小抗。2004年資產淨值為23,025,315,000港元，純利為1,955,560,000港元。

## 旗下公司
- 嘉里物流12.23％
- 菲律賓Shang Properties, Inc.34.61%之股票及30.75%之預託證券權益
- 雨潤集團持股為91,381,569（5.01%）
- 嘉里（瀋陽）房地產開發公司

## 投資物業

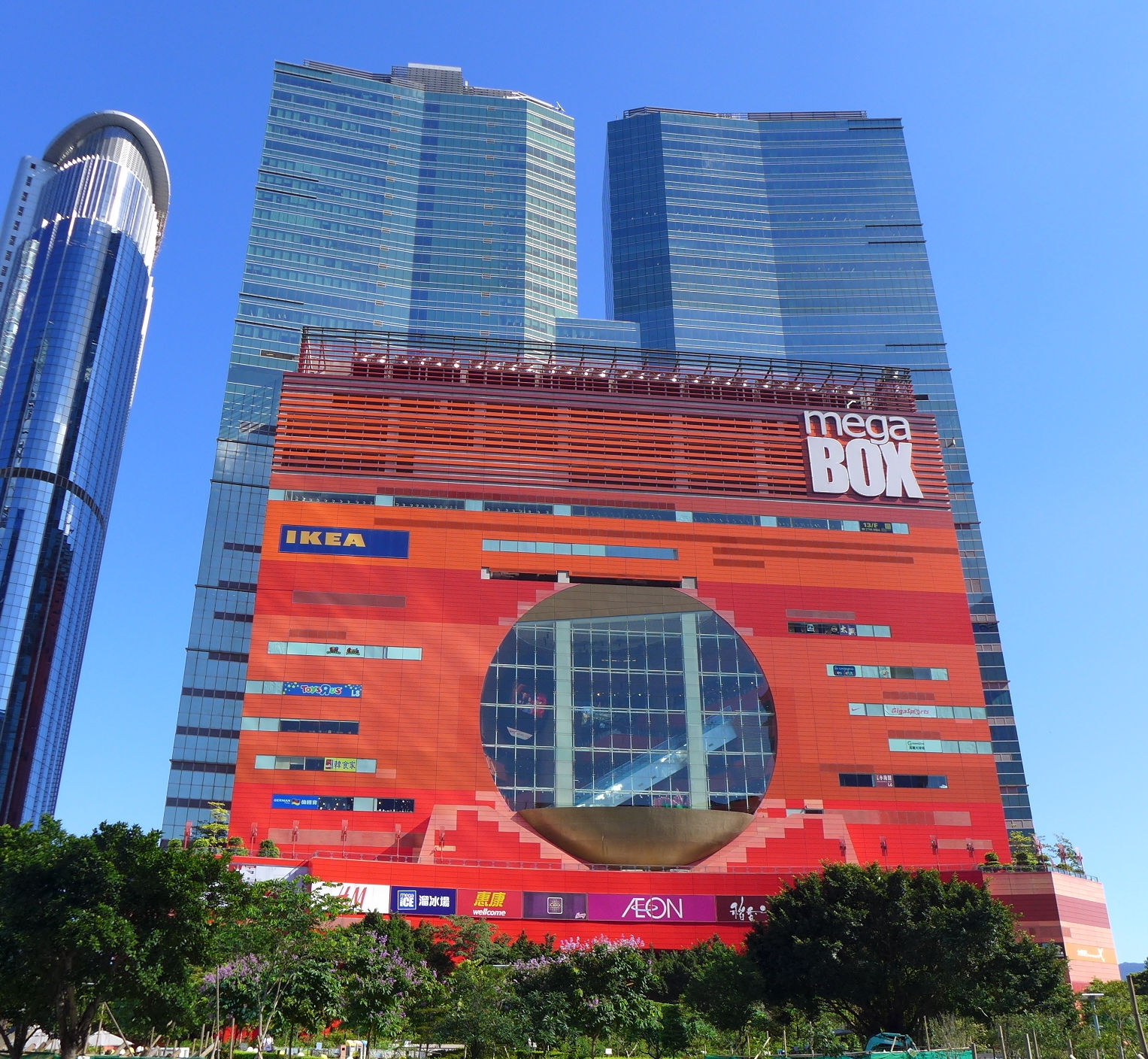
企業廣場五期（MegaBox）

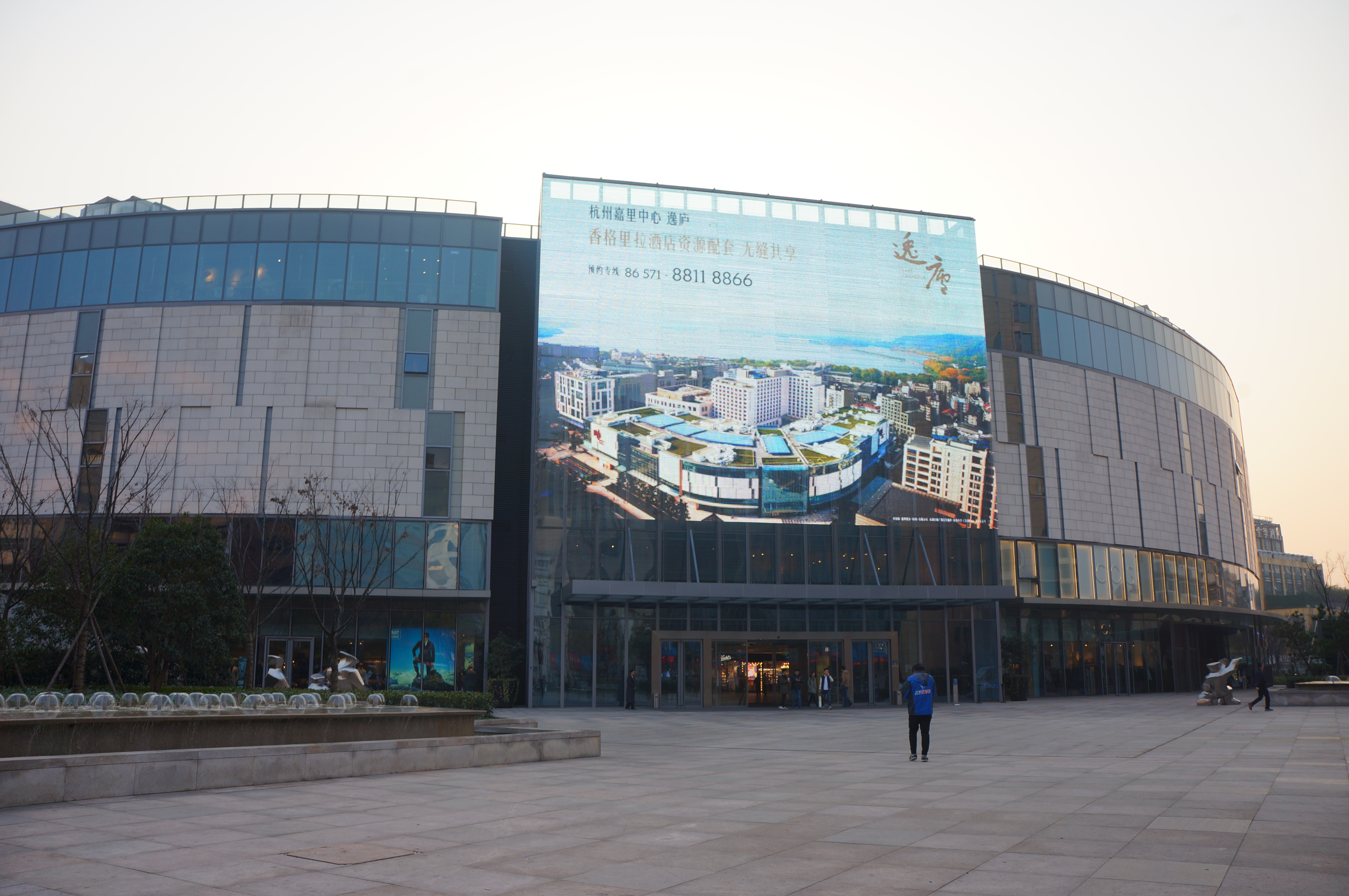
杭州嘉里中心

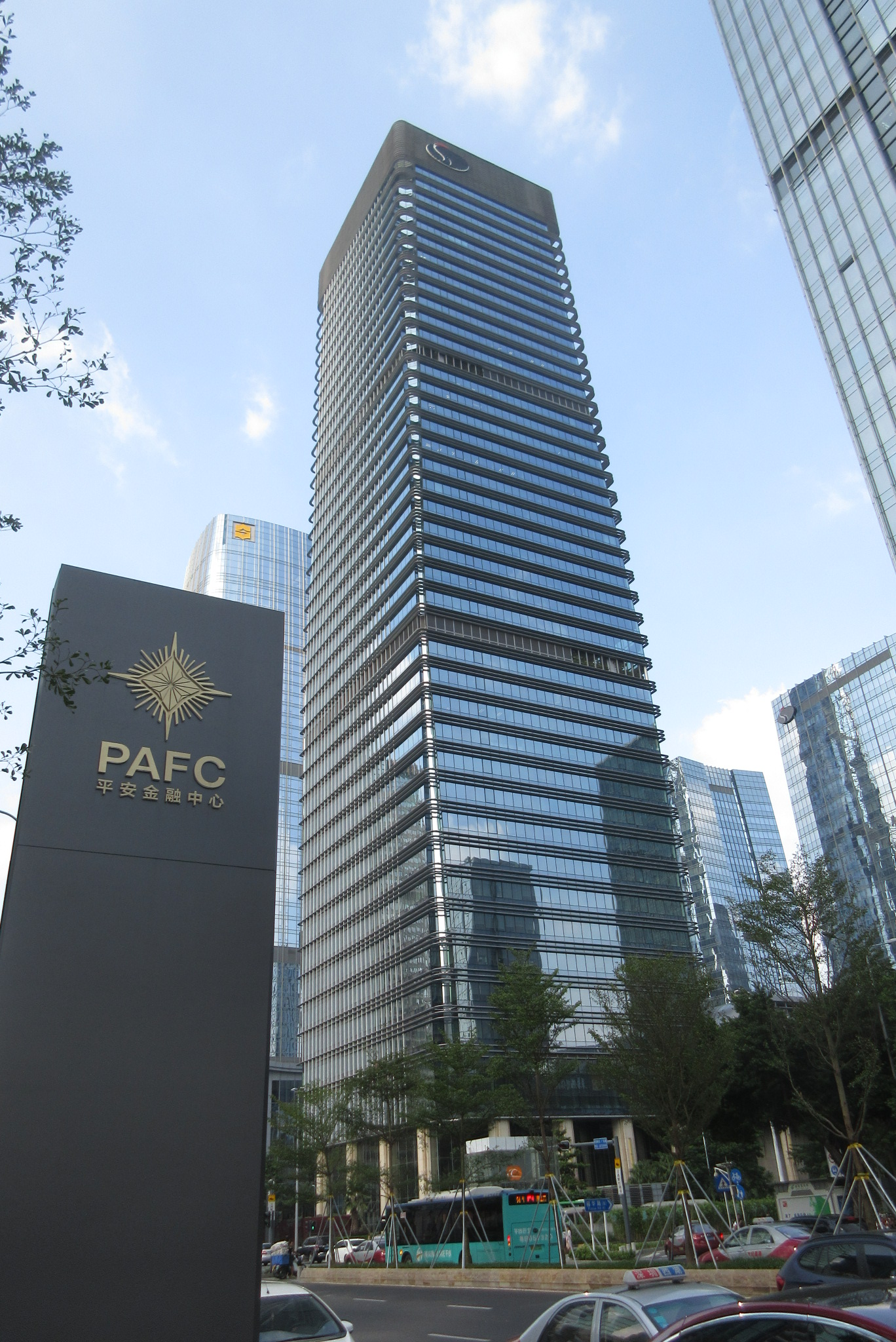
深圳嘉里建设广场

- 企業廣場五期（MegaBox） 100%
- 企業廣場 100%
- 海港中心15.83%
- 鰂魚涌嘉里中心40%
- 荷李活商業中心47.37%
- 香港今旅30%
- 尖東南洋中心 100%
- 尖東永安廣場10%
- 静安嘉里中心74.25%
- 嘉里不夜城74.25%
- 浦东嘉里城40.80%
- 北京嘉里中心71.25%
- 深圳嘉里中心 100%
- 深圳嘉里建設廣場 100%
- 濟南祥恒廣場55.00%
- 瀋陽嘉里中心60.00%
- 天津嘉里中心49.00%
- 杭州嘉里中心75.00%
- 杭州嘉里城

2019年5月17日以68.14億人民幣元（約為77.68億港元）投得,佔地約98053平方米，規劃總建築面積229613平方米。
2019年11月嘉里建設以4.997億港元購入黃竹坑道42號利美中心一籃子物業，包括地廠部分、10樓、17至18樓、22樓頂層共5層工業樓層連天台、19個車位、11樓隔火層、地下大堂及外牆以總樓面約5.38萬方呎計，呎價約9293元。

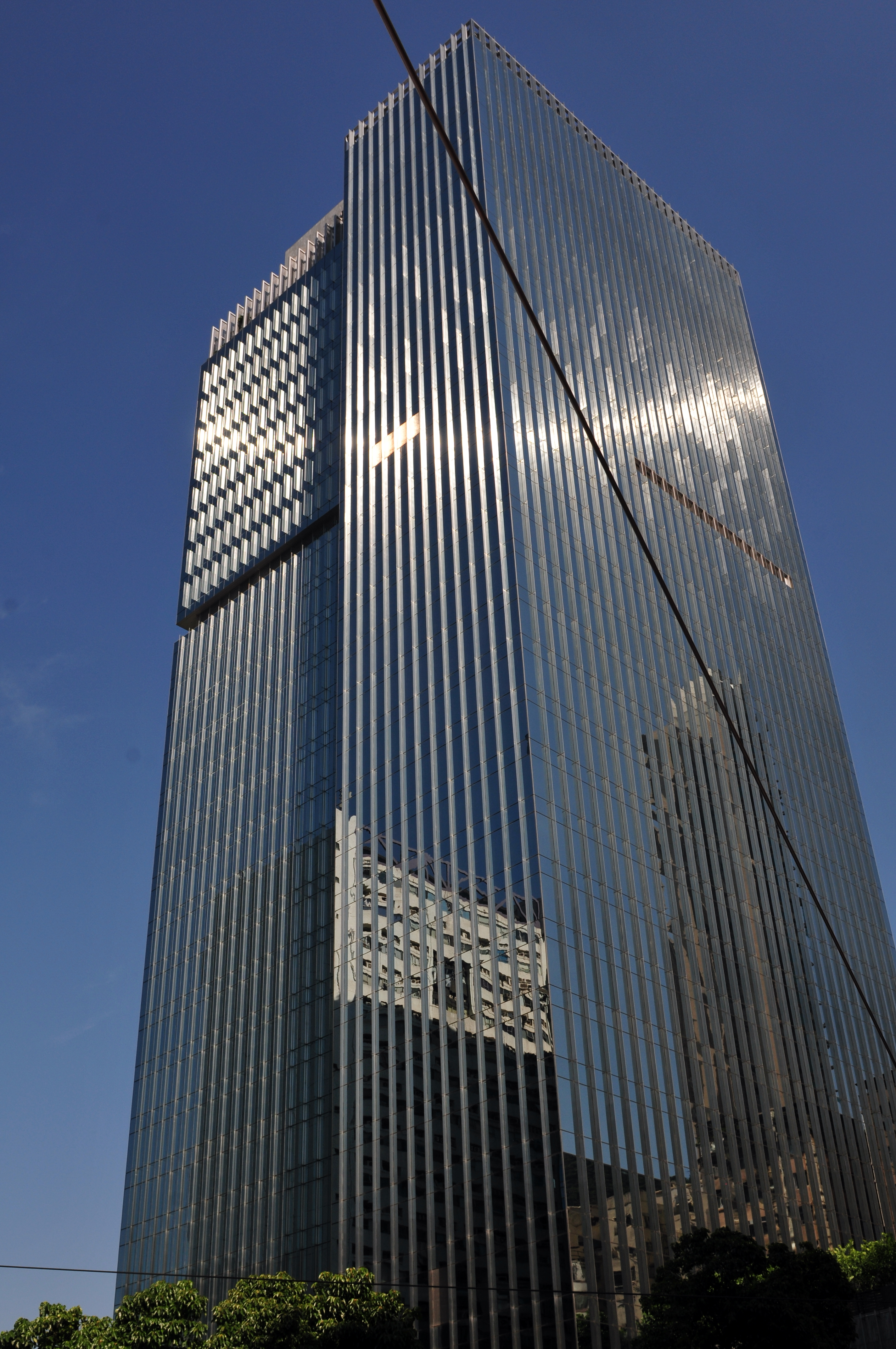
嘉里中心
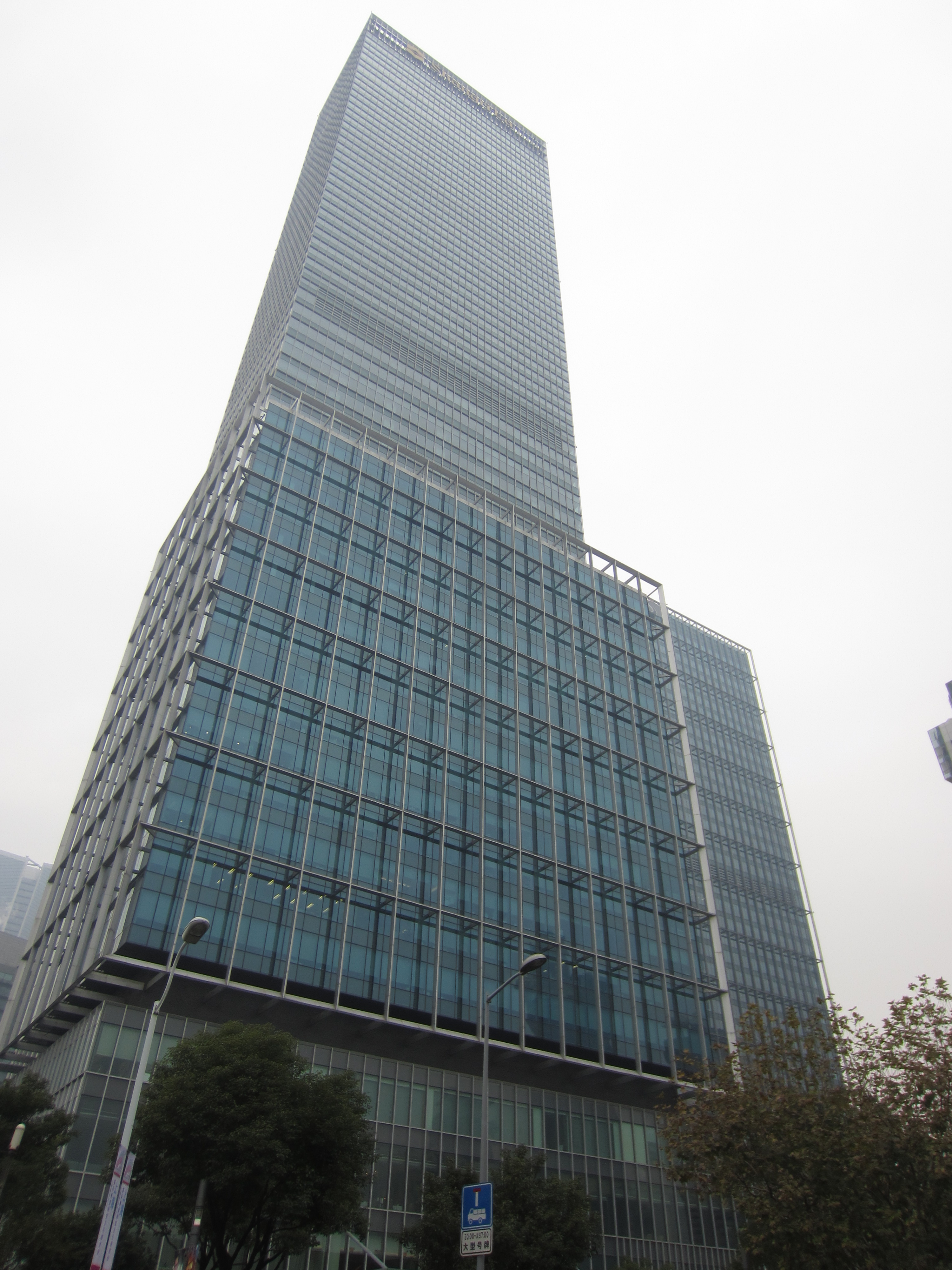
上海静安嘉里中心及静安香格里拉大酒店
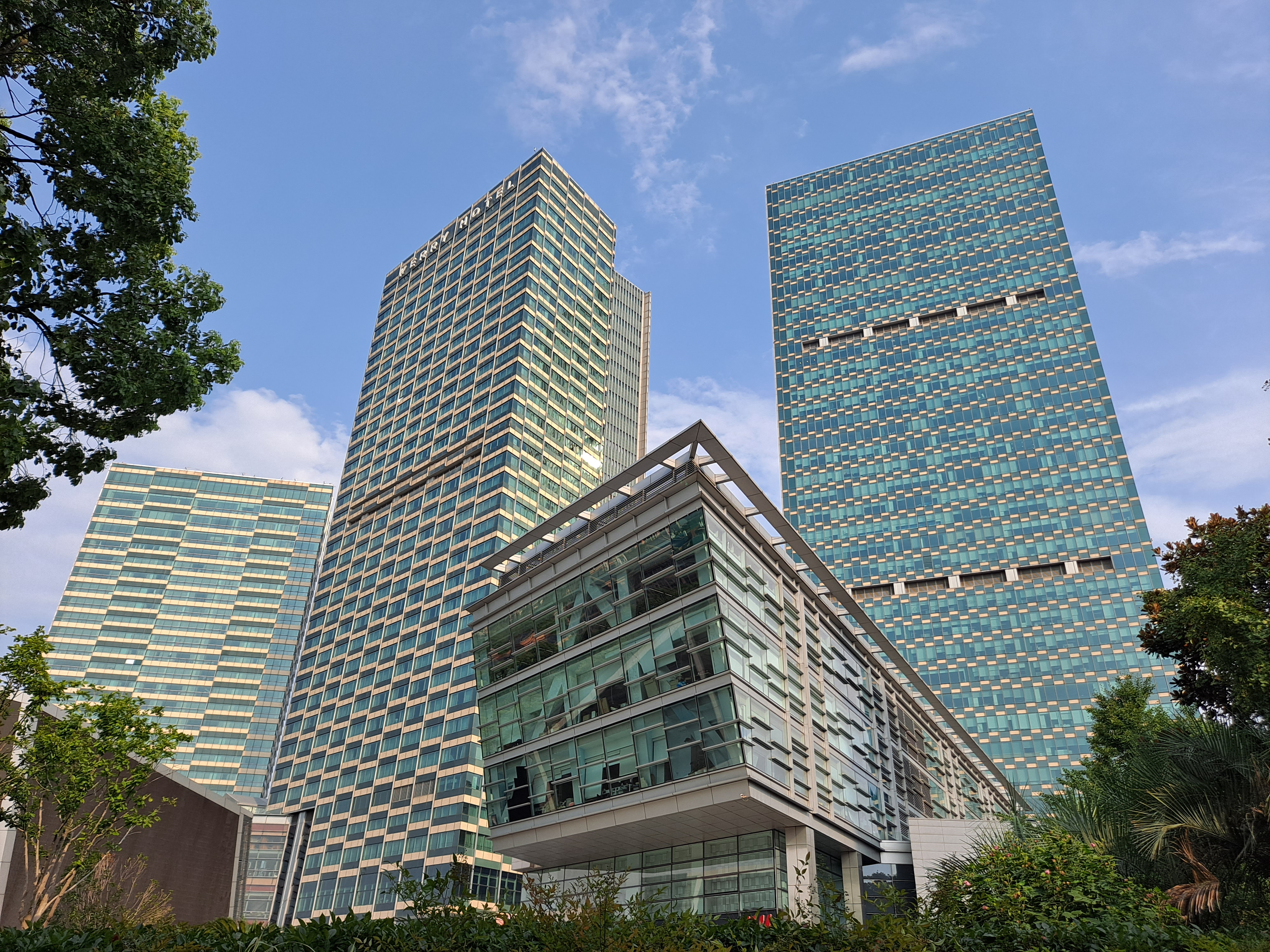
浦东嘉里城
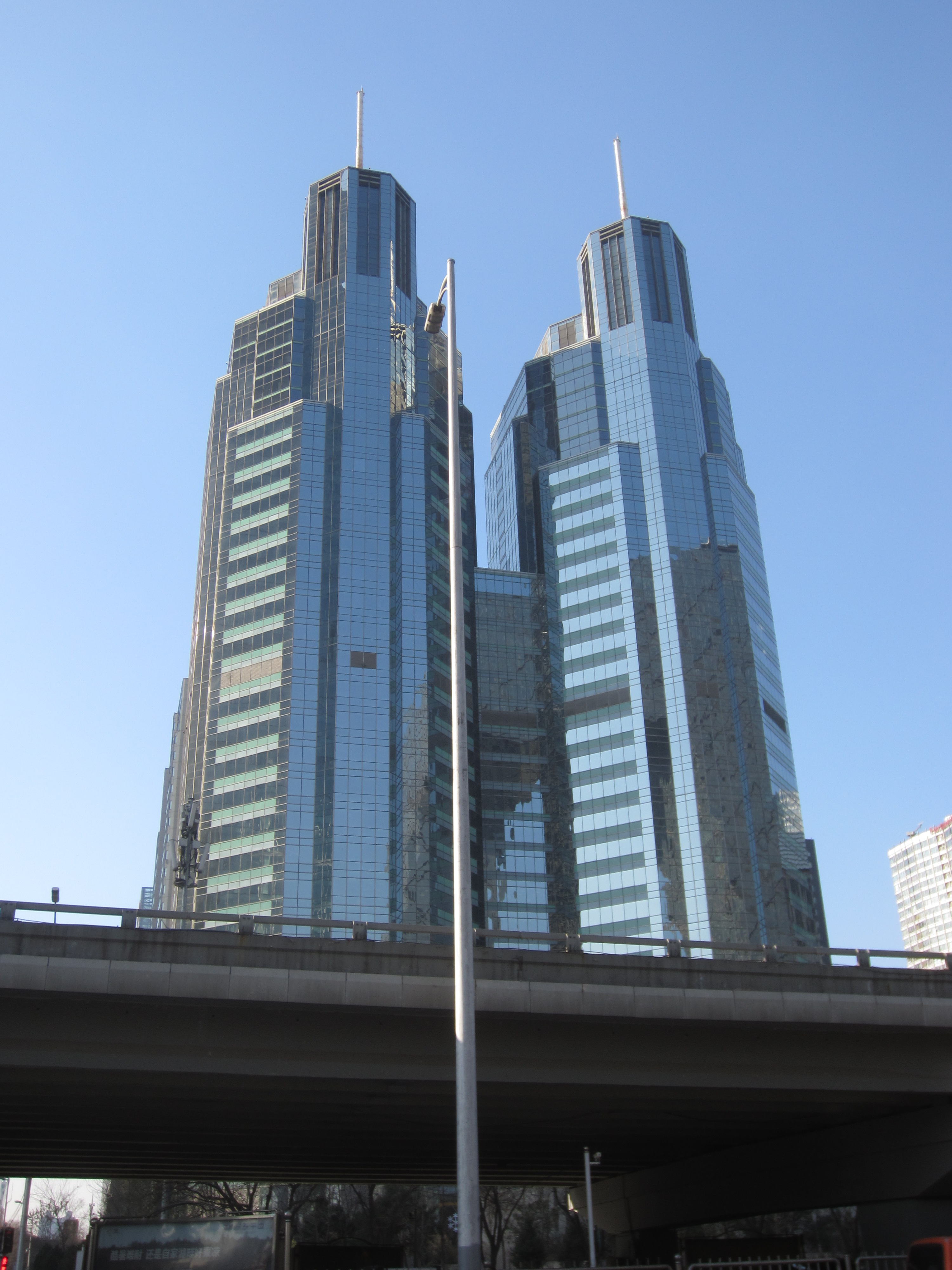
北京嘉里中心

## 住宅項目
- May Towers：中環半山梅道5及7號
- 蔚皇居：中環半山梅道11號
- 譽皇居（出租物業）：中環半山地利根德里12號，樓面面積204940平方呎
- Branksome Crest（出租物業）：中環半山地利根德里3A號，樓面面積153375平方呎
- Branksome Grande（出租物業）：中環半山地利根德里3號，樓面面積257372平方呎
- Gladdon（出租物業）：中環半山梅道3號，獨立屋項目，樓面面積2300平方呎
- Tavistock 騰皇居（出租物業）：中區半山地利根德里10A，樓面面積104460平方呎
- 縉城峰：西營盤第一街8號
- THE ASTER：山光道7A，樓面面積81218平方呎
- 中半山些利街38號SOHO 38
- 柴灣盛泰路100號杏花園
- 何文田灝畋峰：何文田山道15號
- 深井縉皇居：荃灣區深井深慈街8號
- 深水灣道39號
- 土瓜灣港圖灣：九龍城土瓜灣旭日街9號
- 翠彤苑：新界北粉嶺裕泰路3號
- 滌濤山：大埔紅林路1號
- 嘉豐花園50%：大埔露輝路33號
- 大坑愉富大廈：春暉道8-10號
- 高士台71%：西半山興漢道23號
- 跑馬地紀雲峰71%：山光道20號
- 現崇山：黃大仙睦鄰街8號
- 九龍塘義德道1號及3號
- 沙田玖瓏山40%：沙田九肚山麗坪路33號
- 何文田傲名：九龍塘喇沙利道8號
- 上環西浦71%：西營盤皇后大道西189號
- 杏花邨：柴灣盛泰道100號，杏花邨站上蓋
- 葵涌海峰花園：華景山路3號
- 南灣35%：港島南區鴨脷洲海旁道8號
- 山光大廈：跑馬地山光道7號
- 西營盤興漢道5、5A及6號
- 屯門滿名山：掃管笏青盈路18,28-29號
- 何文田皓畋：常盛街28號

屯門滿名山
- 掃管笏限量地以27.39億元奪得

地皮位於青山公路第48區，佔地約72.28萬方呎，可建樓面面積93.96萬方呎，呎價2915元，項目需興建不少於1100個住宅單位。
- 何文田皓畋

2013年3月13日以116.8788億元，批予嘉里建設旗下Classic Gold Holdings Limited。地皮的地盤面積約為24,077平方米，樓面呎價約10,233元成功投得何文田常樂街與常盛街交界、九龍內地段第11227號的住宅用地，
九龍城
- 九龍城太子道西298至300B號

獲批契約修訂，作住宅乙類地盤發展，但需補價3.7988億元，以補價所涉及60,870方呎計算，每呎補地價6,241元
筆架山
- 筆架山緹山

新九龍內地段第6532號，以23億8,980萬元批予嘉里建設旗下的NMC 8 Limited。地皮的地盤面積約為10,642平方米，樓面呎20,500元
- 新九龍內地段第6533號，以72億6,880萬元批予嘉里建設旗下的NNC 6 Limited。地皮的地盤面積約為23.5萬呎，樓面呎價約21,200元

長沙灣嘉里鴻基貨倉和潤發倉庫重建項目
- 由新鴻基地產，華潤創業，嘉里共同持有，地盤面積25.5萬方呎，住宅樓面191.33萬呎，計劃興建8幢住宅，提供約3,647伙

黃竹坑站第二期發展項目
- 2017年12月5日嘉里建設及信和置業各佔50%股權的合資公司High Crown Holdings Limited，以補地價約52.1億元，以項目可建樓面面積約49.3萬方呎計算，每方呎樓面補地價約10,576元，分紅比例固定為30%，成功投得港鐵黃竹坑站第二期發展項目

西環山道83號
- 2019年9月27日嘉里建設以平均作價由1404.3萬至3218.84萬不等購入西環山道83號28個住宅，涉資合共為5.14288億元

黃竹坑站第四期發展項目
- 2019年10月28日嘉里建設、太古地產及信和置業合組財團WCH Property Development Company Limited 以固定分紅比率25%，補地價67.5774億港元成功投得黃竹坑站第4期純住宅項目，以可建樓面面積638305平方呎計，每平方呎補地價10587元，由2幢住宅樓宇組成，共提供800伙中大型單位，預計2025年落成。

- 2021年12月，嘉里建設以55.878億港幣投得市建局土瓜灣鴻福街 / 銀漢街項目重建項目，項目佔地約4.9萬平方呎，總樓面約44.2萬平方呎，可提供665伙住宅，以及7.4萬平方呎商業樓面。

## 旗下物業

### 香港主要物業

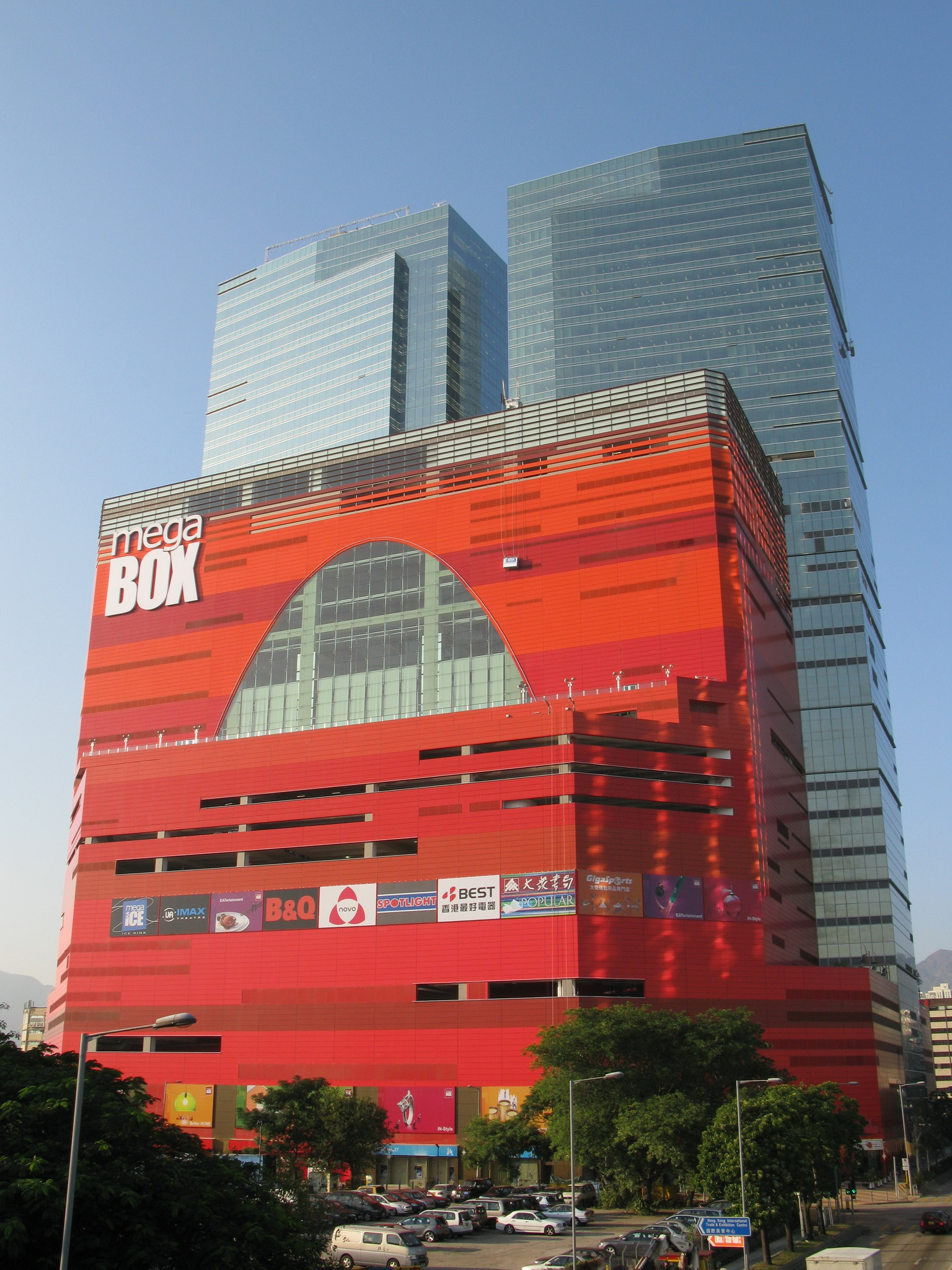
企業廣場
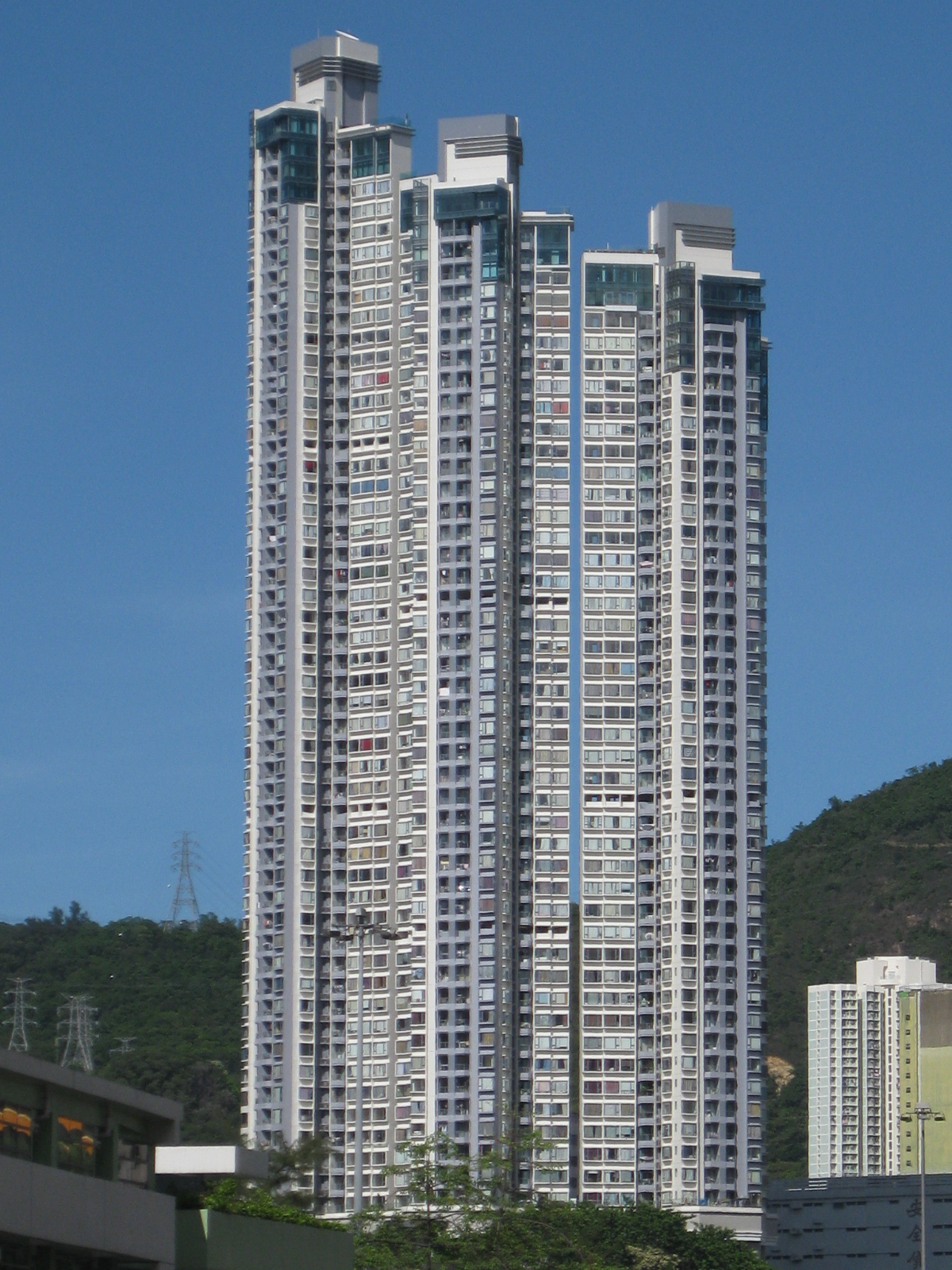
縉庭山
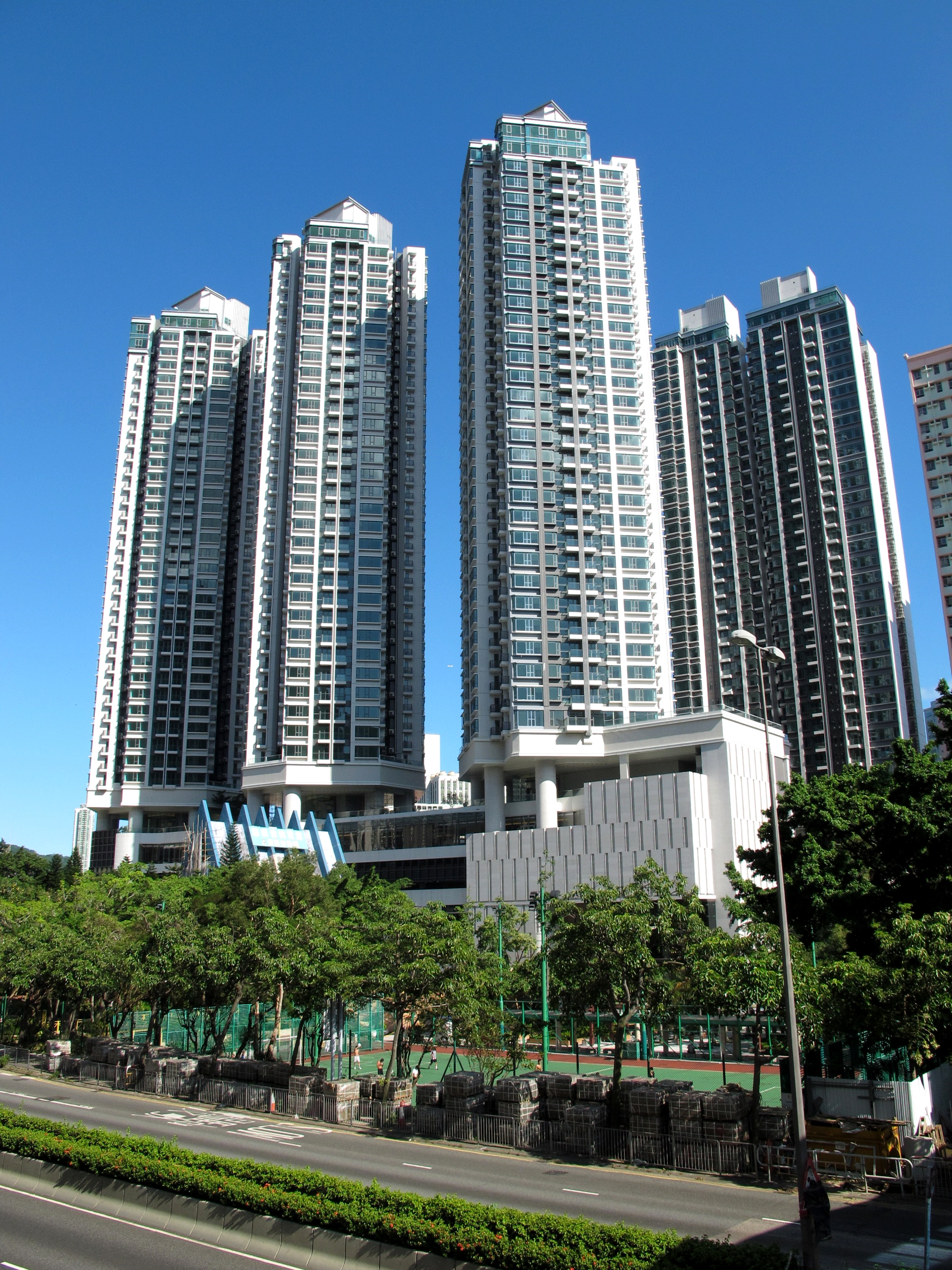
現崇山
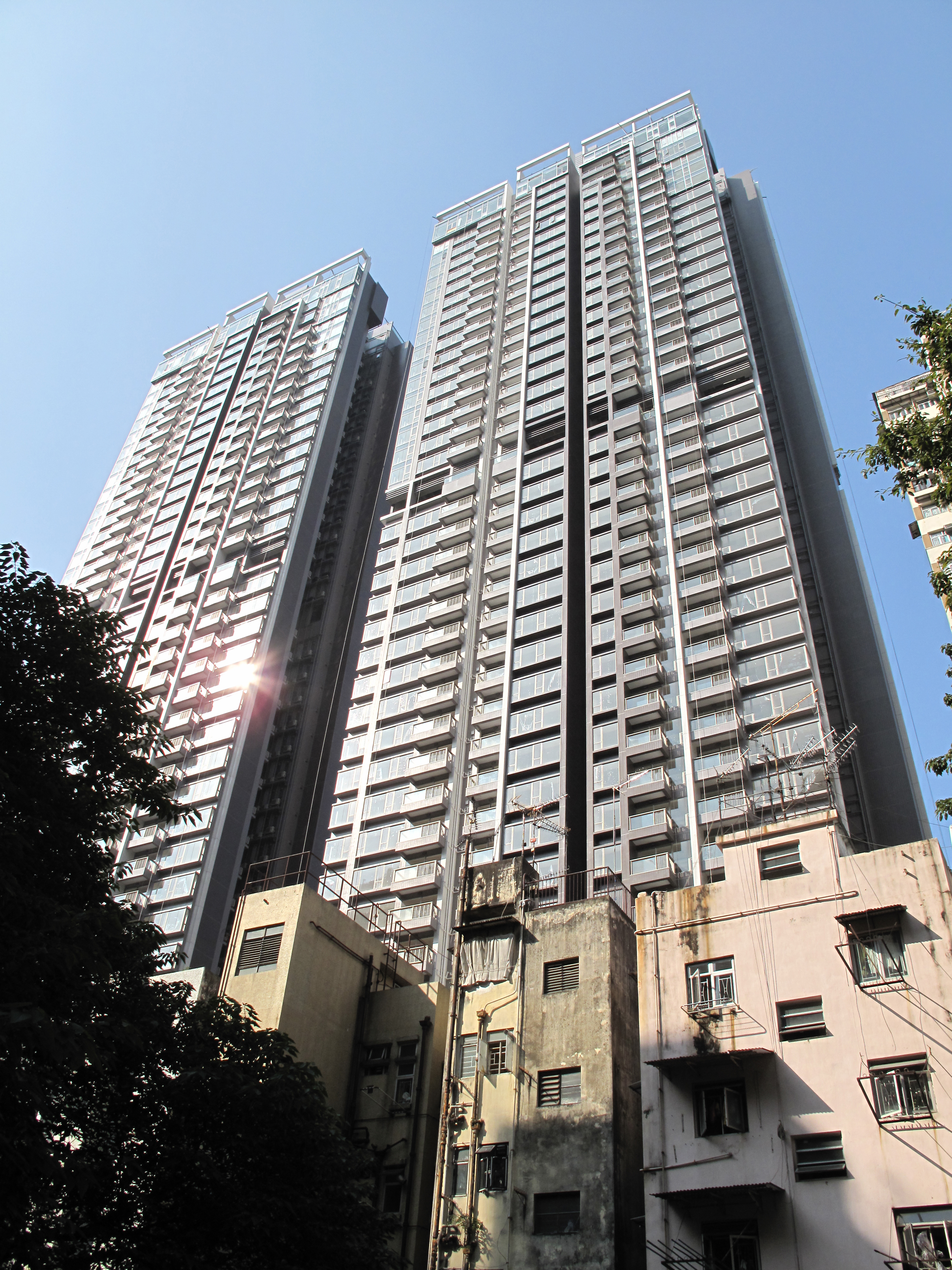
縉城峰

### 最新落成/建築中物業

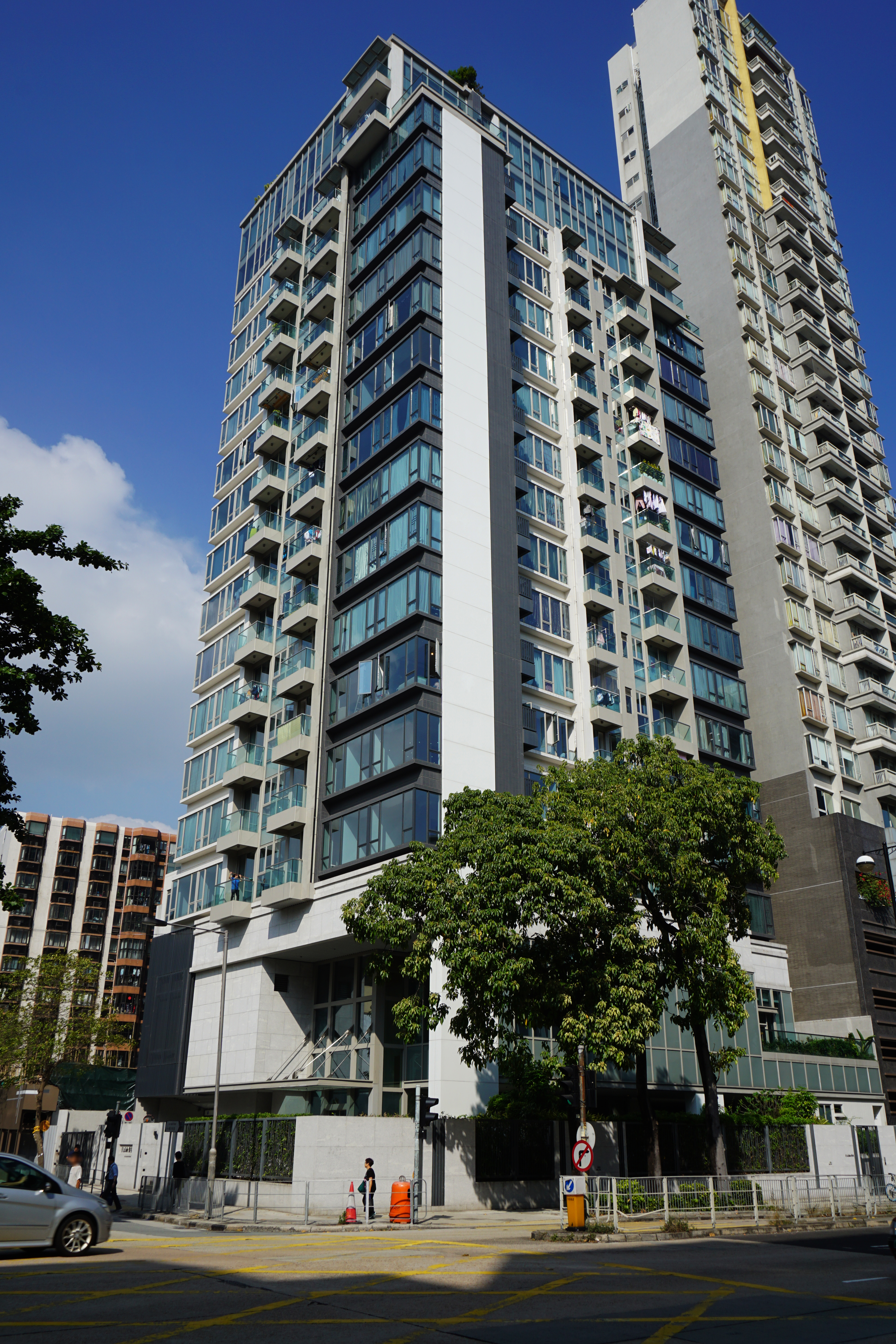
傲名
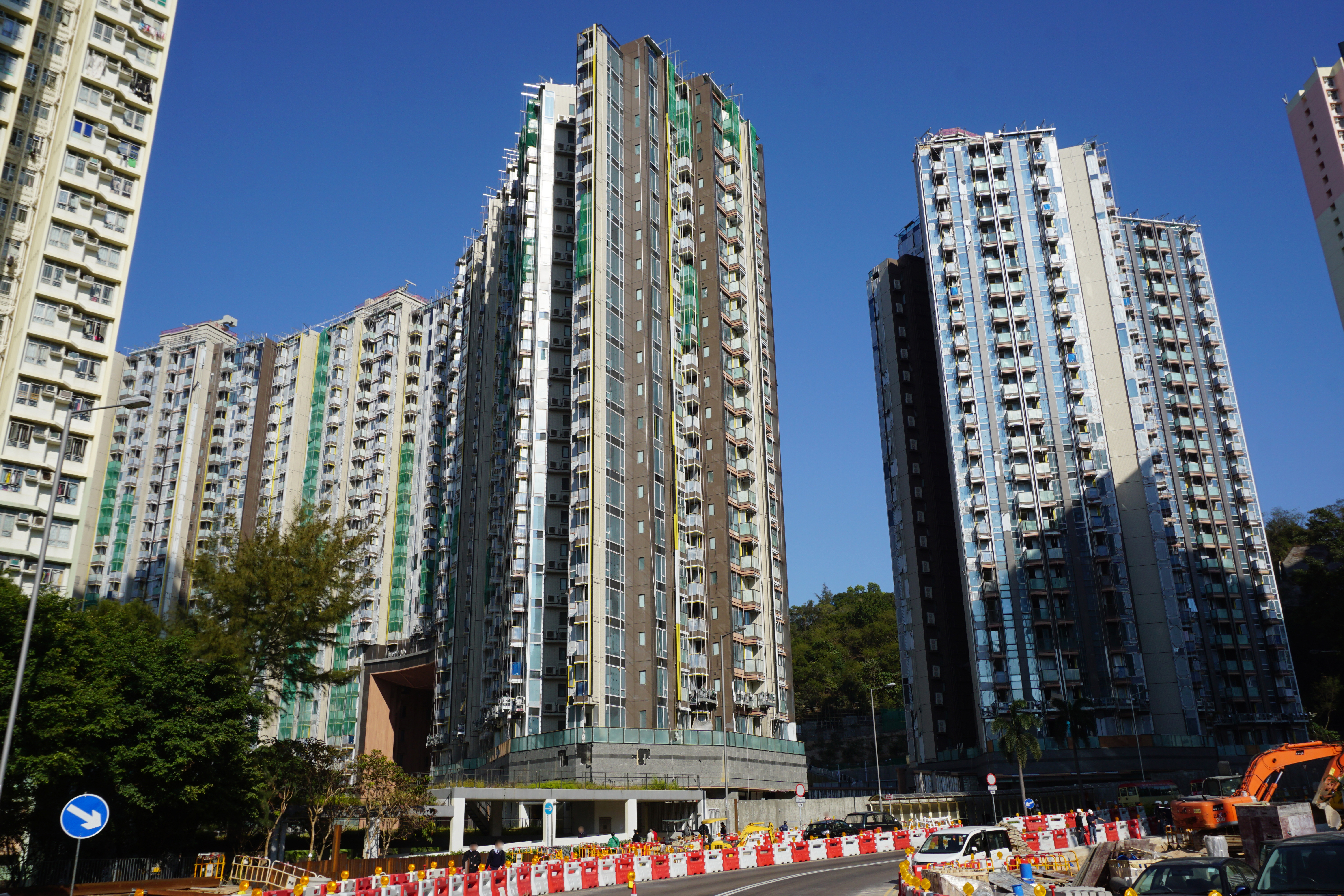
皓畋